# Temporales de Chile central de 1997
Los temporales de Chile central de 1997 son dos temporales, el primero de ellos ocurrido entre los días 11 y 13 de junio de 1997, para regresar entre los días 17 y 21 de junio de 1997. El segundo más fuerte fue entre los días 15 y 17 de agosto de 1997. Las fuertes precipitaciones caídas afectaron las regiones de Atacama, Coquimbo, Valparaíso, Metropolitana de Santiago, del Libertador General Bernardo O'Higgins, del Maule, del Biobío y de La Araucanía, siendo la más afectada la Región de Coquimbo, en ese tramo de Chile se desató el fenómeno ENOS más dañino del Siglo XX.

## Detalles

### Relación con El Niño
El desastre se produjo en el marco de desarrollo del fenómeno meteorológico ENOS de los años 1997—1998, del cual se tuvieron las primeras predicciones en diciembre de 1996 en el Experimental Long-Lead Forecast Bulletin por Estados Unidos. Para junio de 1997 las diversas variables atmosféricas y oceánicas confirmaron el inicio del El Niño; la magnitud de las anomalías atmosféricas y oceánicas observadas indicaron en ese instante que su intensidad sería considerable. Hacia principios de julio de 1998, los modelos sugirieron para los meses siguientes la aparición de anomalías climáticas típicas que se asocian al fenómeno de La Niña. Aunque estos efectos han sido menos estudiados, se mencionan como probables intensas lluvias en México, América Central y el norte de América del Sur, con un incremento en la cantidad e intensidad de huracanes en la región del Caribe.

## Desarrollo
El año 1997 fue precedido por cuatro años secos (1993, 1994, 1995 y 1996), motivo por el cual se había declarado zona de catástrofe por la sequía, sin embargo el sentido de esta emergencia cambió el 23 de junio de 1997, cuando se decretaba estado de emergencia por intensos temporales. 1997 fue un año especialmente lluvioso tanto para la zona norte del país como para el centro. Los eventos más importantes de precipitación entre Santiago y La Serena se concentraron entre la segunda quincena de mayo y las tres primeras semanas de junio. Luego de un receso en julio, las precipitaciones volvieron a fines de ese mes y durante la primera quincena de agosto. Este evento de 1997-1998, el calentamiento inicial ocurrió en la costa sudamericana y se extendió rápidamente al Pacífico ecuatorial central.
Este evento de precipitación también se asocia a las lluvias caídas en Copiapó en 1997, un fenómeno que dejó precipitaciones en las regiones de Antofagasta y Atacama entre el 4 de abril y el 20 de abril de 1997. Las precipitaciones inundaron Antofagasta, Chañaral y Copiapó con cerca de 50 centímetros de agua y provocaron crecidas en los pocos ríos de la zona. Las pérdidas materiales se presentaron en el corte de carreteras en la Región de Atacama, la inundación de calles y casas, en la Universidad de Atacama se perdió un laboratorio computacional completo además de pérdidas de archivos. En la ciudad de Copiapó, capital de Atacama, se perdieron diez vidas cuando una patrulla militar volcó en las correntosas aguas del río Copiapó el camión en el que rescataban a personas aisladas. El hecho fue nombrado como temporal debido a que el norte de Chile no está preparado para lluvias de gran intensidad.

## Daños

### Efectos en la Región de Coquimbo
La Región de Coquimbo se caracteriza por un clima más bien estable con lluvias concentradas en la temporada invernal, teniendo promedios anuales de 110 mm en La Serena, 150 mm en el interior del Valle de Elqui, 120 mm en Ovalle y 200 mm en Los Vilos. Sin embargo durante el periodo invernal se registraron precipitaciones considerablemente intensas que se concentraron en el mes de agosto de ese año. El temporal se extendió desde la Región de Atacama hasta la del del Biobío, pero la más afectada por las lluvias fue la de Coquimbo, en la que se produjo el fenómeno ENOS más dañino del Siglo XX.
Estos temporales causaron aludes e inundaciones que fueron producto de las crecidas de algunas de las quebradas que conforman la cuenca del Valle de Elqui; ejemplos de ello fueron la bajada de la Quebrada Santa Gracia, en la localidad de Islón, ubicada en la comuna de La Serena, donde se registraron catorce personas aisladas y el alud, en el sector de El Almendral en la comuna de Vicuña ocurrido el 18 de junio de 1997, donde fallecieron dos personas a causa de la avalancha de lodo y piedras, además de otros dos en la misma comuna el 21 de junio y 12 de julio de 1997 en la localidad de Diaguitas. El volumen y la velocidad del caudal del río Elqui aumentaron en varios órdenes de magnitud, produciendo que las aguas arrastraron gran cantidad de piedras, sedimentos y rastrojos. Esto generó gran daño en la ribera, por lo que desde ese año se realiza una limpieza periódica del río para evitar la posibilidad de nuevas emergencias.
En la conurbación La Serena-Coquimbo la precipitación anual de 1997 llegó a valores cercanos a los 300 mm, muy superior a los 80 mm que actualmente tiene como promedio la zona. En la ciudad de Vicuña también alcanzó cifras cercanas a los 300 mm, mientras que en las localidades de Rivadavia y Pisco Elqui la precipitación anual de ese año fue superior a los 350 mm. En la localidad de La Ortiga, ubicada en la comuna de Paihuano precipitó durante 1997 la cifra récord en la Región de Coquimbo, acumulándose aquel año casi 700 mm.
Las torrenciales lluvias en el Valle de Elqui produjeron problemas serios en la construcción del Embalse Puclaro, el cual por esas fechas estaba en plena etapa de construcción, trayendo como consecuencias inmediatas retrasos en los trabajos, debido a las fuertes crecidas del Río Elqui que se hicieron constantes durante el invierno de aquel año; además esto originó que se modificara una parte de la estructura para resguardar los trabajos que fue un gavión de contención que se mantiene hasta ahora para proteger la ribera de posibles nuevas crecidas.
Precipitación de 1997 en la Región de Coquimbo.
| Provincia           | Localidad    | Cantidad (mm) |
| ------------------- | ------------ | ------------- |
| Provincia de Elqui  | La Serena    | 221.8         |
| Provincia de Elqui  | El Almendral | 304           |
| Provincia de Elqui  | Vicuña       | 269.5         |
| Provincia de Elqui  | Rivadavia    | 333           |
| Provincia de Elqui  | Montegrande  | 331.5         |
| Provincia de Elqui  | Pisco Elqui  | 402.7         |
| Provincia de Elqui  | La Ortiga    | 662.5         |
| Provincia de Limarí | Combarbalá   | 443.2         |
| Provincia de Choapa | Salamanca    | 513.8         |

Las lluvias en el Valle de Elqui se concentraron en un 90% del total anual durante los meses de junio, julio y agosto, aunque las precipitaciones más intensas se sucedieron en los meses de junio y agosto. Por lo que se traduce en dos grandes temporales que generaron grandes pérdidas económicas para la región y el resto del país. Otros daños ocasionados en la región fueron el corte de las rutas D-485 en la comuna de Paihuano y 41-CH en Vicuña. Crecidas en el río Elqui que arrastraron puentes peatonales como también produjeron cortes de calles asilando la ciudad de Vicuña por el oriente y poniente. Cortes de energía eléctrica en diferentes localidades de la comuna de Vicuña, como también la bajada de quebradas a lo largo de toda la cuenca del Elqui. Se registraron rodados y pequeños cortes en la Ruta 5 en diferentes puntos de la región. Durante el primer fenómeno de junio en la región se llegó a una cifra de 149 000 personas aisladas, 15 300 damnificados y 830 albergados. En el área agrícola se registraron 5223 agricultores afectados correspondiente al 35% del total de agricultores de esa época en la región.
El segundo frente que se desató en el mes de agosto, dejó un saldo de 29 629 personas afectadas por el temporal, de las cuales 7017 correspondieron a damnificados y 2018 personas albergadas; en cuanto a las viviendas, 476 fueron totalmente destruidas y 1034 presentaron daños de consideración. En la provincia de Elqui se registraron tres muertos, 20 372 personas afectadas, 4991 damnificados, 315 viviendas destruidas y 812 con daños mayores. En la provincia de Limarí se registraron un muerto, 1105 personas afectadas, 163 personas en albergues, 400 damnificados, 95 viviendas destruidas y 21 con daños mayores. En la provincia de Choapa se contabilizaron 8114 personas afectadas, 737 albergadas, 1625 damnificados y 66 viviendas destruidas, dejando además un daño económico total que ascendió a 2880 millones de pesos en daños a la estructura vial, canales privados e instalaciones de agua potable rural.

### Efectos a nivel nacional
El comportamiento de las precipitaciones durante 1997 presentó registros anormalmente altos en comparación a valores medios de muchas localidades en la zona centro norte del país.
En la ciudad de Santiago se registró ese año un aumento de la acumulación de precipitación anual que bordeaba el 127% de superávit llegando a registrar el año 1997 un total de agua caída de 709.3 mm en la estación meteorológica de Quinta Normal, siendo lo normal anual sin el fenómeno de 312.5 mm y cuando se registra El Niño, lo normal es que los niveles de precipitación solo aumenten en torno al 45%.
El primero de estos frentes de mal tiempo que comenzó entre los días 11 y 13 de junio de 1997, para regresar entre los días 17 y 21 de junio de 1997, originó que el Gobierno de Chile decretara estado de catástrofe entre las regiones de Atacama y de La Araucanía, debido a las graves consecuencias que había generado y la Onemi obligó a asumir la responsabilidad. Tras el segundo frente del mes de agosto el país completo estaba paralizado y seriamente dañado, por lo que el segundo temporal incrementó aún más los daños.
| Región               | Localidad  | Cantidad (mm) |
| -------------------- | ---------- | ------------- |
| Región de Atacama    | Copiapó    | 129.4         |
| Región de Atacama    | Vallenar   | 168.5         |
| Región de Valparaíso | Puchuncaví | 847.3         |
| Región de Valparaíso | Limache    | 1118.5        |
| Región de Valparaíso | Olmué      | 1091          |
| Región Metropolitana | Santiago   | 709.3         |
| Región del Maule     | Curicó     | 1042.4        |
| Región del Maule     | Longaví    | 1123          |